# Harriman (Tennessee)
Harriman é uma cidade localizada no estado norte-americano de Tennessee, no Condado de Morgan e Condado de Roane.

## Demografia
Segundo o censo norte-americano de 2000, a sua população era de 6744 habitantes.
Em 2006, foi estimada uma população de 6717, um decréscimo de 27 (-0.4%).

## Geografia
De acordo com o United States Census Bureau tem uma área de
26,5 km², dos quais 26,0 km² cobertos por terra e 0,5 km² cobertos por água. Harriman localiza-se a aproximadamente 244 m acima do nível do mar.

## Localidades na vizinhança
O diagrama seguinte representa as localidades num raio de 20 km ao redor de Harriman.